# HMS Primrose (K91)
HMS Primrose (K91) je bila korveta razreda flower Kraljeve vojne mornarice, ki je bila operativna med drugo svetovno vojno.

## Zgodovina
Ladjo so 9. avgusta 1946 prodali in jo nato junija 1949 ponovno prodali, jo preuredili v nosilko boj in jo preimenovali v Mek V. Leta 1952 so ladjo prodali in jo preuredili v kitolovko Norfinn. Oktobra 1965 so ladjo prodali in jo junija 1966 razrezali v Belgiji.